# Heinrich Schubert (Generalmajor)
Heinrich Schubert (* 7. Mai 1875 in Regensburg; † 1960 in Eitorf) war ein deutscher Generalmajor der Wehrmacht. 

## Leben
Heinrich Schubert trat am 16. Juli 1894 als Fahnenjunker in die Armee ein. Am 27. Februar 1896 wurde er im Bayerischen Eisenbahn-Bataillon zum Leutnant befördert. 
1913 kam er als Hauptmann (Patent zum 26. Oktober 1911) vom Telegraphen-Bataillon (München) zur Inspektion der Verkehrstruppen und blieb in München. Bei der Inspektion wurde er Erster Adjutant. 1914 und auch 1917 war er Mitglied des Ingenieur-Korps der Bayerischen Armee und war dort im Stab des 2. Telegraphen-Bataillon in München. 
Nach dem Krieg wurde er in die Reichswehr übernommen und wurde am 1. April 1923 Oberstleutnant. Ab 1. Februar 1927 war er Abteilungschef im Heereswaffenamt. Zum 31. März 1930 schied er als Oberst (Beförderung am 1. Februar 1928) aus der Armee aus. 
Später wurde er für die Wehrmacht reaktiviert und war dort vom 17. Juli 1941 bis 20. Juni 1942 Kommandant der Feldkommandantur 752 in Quimper. Am 1. Februar 1942 war er Generalmajor z. V. befördert worden. Am 30. August 1942 wurde seine mobile Verwendung aufgehoben. 
Nach dem Krieg wohnte er in Eitorf. 